# You Make Me Real/Roadhouse Blues
You Make Me Real/Roadhouse Blues è un singolo estratto dall'album Morrison Hotel, pubblicato nel marzo del 1970. Il 45 giri si piazzò alla posizione n°50 nelle classifiche dei singoli.

## I brani

### Roadhouse Blues
Una versione dal vivo di Roadhouse Blues appare in An American Prayer. Varie cover della canzone sono state interpretate, fra gli altri, da Status Quo, Blue Öyster Cult, Stone Temple Pilots, Eric Burdon e Deep Purple.
I versi iniziali ("Ah keep your eyes on the road...") compaiono all'interno di un live di Backdoor Man suonata dai Doors al Toronto Varsity Stadium, il 13 settembre 1969, diversi mesi prima della registrazione ufficiale del brano. Il verso "When I woke up this morning I got myself a beer" che si sposa metricamente con quelli, e che quindi serviva per ottenere una seconda strofa, pare sia stato ispirato da un'affermazione di Alice Cooper (autore di Desperado, canzone su Morrison).

## Tracce
1. You Make Me Real – 2:50 (Morrison)
2. Roadhouse Blues – 3:50 (Morrison, Densmore, Manzarek, Krieger)

## Classifiche
| Anno | Singolo                          | Classifica        | Posizione |
| ---- | -------------------------------- | ----------------- | --------- |
| 1970 | Roadhouse Blues/You Make Me Real | Billboard Hot 100 | 50        |